# Riccardia philippinensis
Riccardia philippinensis là một loài rêu trong họ Aneuraceae. Loài này được Furuki mô tả khoa học đầu tiên năm 2006.